# Poprawka Holma-Bonferroniego
Poprawka Holma-Bonferroniego, metoda Holma – w statystyce narzędzie służące do przeciwdziałania problemowi porównań wielokrotnych przez zastosowanie poprawki względem poziomu istotności każdego z grupy testów. Technikę tę opisał szwedzki statystyk Holm w 1979 r., jako ulepszenie poprawki Bonferroniego, tak samo kontrolujące błędy I rodzaju, w większym stopniu zachowujące moc statystyczną badania i odporne na różne postaci danych.
Metoda polega na uszeregowaniu testów według uzyskanej wartości p, od najmniejszej do największej, i uznaniu za istotne statystycznie określonej części najniższych wartości. Dla {\displaystyle m} testów, o numerze {\displaystyle k} w szeregu, wartość p każdego z nich, {\displaystyle P_{(k)},} jest kolejno porównywana z wartością skorygowaną:
{\displaystyle P_{(k)}>{\frac {\alpha }{m+1-k}}.}
Przykładowo, w przypadku czterech testów, pierwsza wartość p jest porównywana z {\displaystyle {\frac {\alpha }{4}},} druga z {\displaystyle {\frac {\alpha }{3}},} trzecia z {\displaystyle {\frac {\alpha }{2}}} i czwarta z {\displaystyle \alpha .} W klasycznej poprawce Bonferroniego każda wartość byłaby porównana z {\displaystyle {\frac {\alpha }{4}},} co zawyża ryzyko uznania prawdziwej hipotezy alternatywnej za fałszywą (popełnienia błędu II rodzaju).

## Dowód
Wzór na poprawkę Holma można wywieść w następujący sposób. Załóżmy, że w uszeregowanej grupie liczącej {\displaystyle m} testów znajduje się pewna liczba testów prawdziwych hipotez o wartościach p {\displaystyle R_{i},} które reprezentuje zbiór {\displaystyle I} pozycji {\displaystyle i} w szeregu od najmniejszej do największej. Z nierówności Boole’a wynika, że:
{\displaystyle P\left(R_{i}>{\frac {\alpha }{m}}{\text{ dla wszystkich }}i\in I\right)=1-P\left(R_{i}<{\frac {\alpha }{m}}{\text{ dla niektorych }}i\in I\right)\geqslant 1-\sum _{i\in I}P\left(R_{i}\leqslant {\frac {\alpha }{m}}\right)\geqslant 1-m{\frac {\alpha }{m}}=1-\alpha .}